# Vladimir Tkatchiov (hockey sur glace, 1995)
Pour les articles homonymes, voir Tkatchiov et Vladimir Tkatchiov (hockey sur glace, 1993).
Vladimir Edouardovitch Tkatchiov - en russe : Влади́мир Эдуардович Ткачёв et en anglais : Vladimir Tkachyov - (né le 5 octobre 1995 à Omsk en Russie) est un joueur professionnel russe de hockey sur glace. Il évolue au poste d'attaquant.

## Biographie

### Carrière en club
Formé au Avangard Omsk, il commence sa carrière junior en 2012-2013 avec les Omskie Iastreby dans la MHL. L'équipe remporte la Coupe Kharlamov 2013. Il est sélectionné au premier tour, en trente-neuvième position lors de la sélection européenne 2013 de la Ligue canadienne de hockey par les Wildcats de Moncton. Le 6 septembre 2013, il joue son premier match dans la KHL avec l'Avangard face au SKA Saint-Pétersbourg. Le 29 décembre 2013, il part en Amérique du Nord pour rejoindre les Wildcats de Moncton dans la Ligue de hockey junior majeur du Québec. Il est échangé aux Remparts de Québec le 5 décembre 2014. Il retourne en Russie en 2015 pour poursuivre sa carrière au SKA Saint-Pétersbourg. Le 29 mai 2021, il signe un contrat d'un an avec les Kings de Los Angeles. Le 14 octobre 2021, il joue son premier match dans la Ligue nationale de hockey avec les Kings face aux Golden Knights de Vegas et enregistre deux assistances.

### Carrière internationale
Il représente la Russie au niveau international. Il prend part aux sélections jeunes.

## Trophées et honneurs personnels

### KHL
- 2016-2017 : remporte le trophée Alekseï Tcherepanov de la meilleure recrue.
- 2017-2018 : participe au match des étoiles.
- 2019-2020 : participe au match des étoiles.

## Statistiques

### En club
| Saison    | Équipe                | Ligue |    | Saison régulière | Saison régulière | Saison régulière | Saison régulière | Saison régulière |   | Séries éliminatoires | Séries éliminatoires | Séries éliminatoires | Séries éliminatoires | Séries éliminatoires |
| Saison    | Équipe                | Ligue | PJ | B                | A                | Pts              | Pun              | PJ               | B | A                    | Pts                  | Pun                  |                      |                      |
| 2012-2013 | Omskie Iastreby       | MHL   | 47 | 13               | 22               | 35               | 20               | 4                | 0 | 2                    | 2                    | 2                    |                      |                      |
| 2012-2013 | Iastreby Omsk         | MHL B | 4  | 4                | 6                | 10               | 2                | -                | - | -                    | -                    | -                    |                      |                      |
| 2013-2014 | Omskie Iastreby       | MHL   | 16 | 7                | 12               | 19               | 12               | -                | - | -                    | -                    | -                    |                      |                      |
| 2013-2014 | Avangard Omsk         | KHL   | 2  | 0                | 0                | 0                | 0                | -                | - | -                    | -                    | -                    |                      |                      |
| 2013-2014 | Wildcats de Moncton   | LHJMQ | 20 | 10               | 20               | 30               | 16               | 6                | 7 | 2                    | 9                    | 12                   |                      |                      |
| 2014-2015 | Wildcats de Moncton   | LHJMQ | 13 | 4                | 12               | 16               | 8                | -                | - | -                    | -                    | -                    |                      |                      |
| 2014-2015 | Remparts de Québec    | LHJMQ | 33 | 12               | 21               | 33               | 18               | 21               | 6 | 10                   | 16                   | 11                   |                      |                      |
| 2015-2016 | SKA Saint-Pétersbourg | KHL   | 2  | 0                | 0                | 0                | 0                | -                | - | -                    | -                    | -                    |                      |                      |
| 2015-2016 | SKA-Neva              | VHL   | 17 | 5                | 4                | 9                | 48               | 5                | 1 | 0                    | 1                    | 6                    |                      |                      |
| 2015-2016 | SKA-1946              | MHL   | 6  | 3                | 3                | 6                | 6                | -                | - | -                    | -                    | -                    |                      |                      |
| 2016-2017 | Admiral Vladivostok   | KHL   | 49 | 14               | 25               | 39               | 18               | 5                | 1 | 2                    | 3                    | 2                    |                      |                      |
| 2017-2018 | Admiral Vladivostok   | KHL   | 36 | 14               | 16               | 30               | 28               | -                | - | -                    | -                    | -                    |                      |                      |
| 2017-2018 | Salavat Ioulaïev Oufa | KHL   | 12 | 4                | 6                | 10               | 14               | 14               | 1 | 2                    | 3                    | 10                   |                      |                      |
| 2018-2019 | Salavat Ioulaïev Oufa | KHL   | 53 | 5                | 21               | 26               | 28               | 17               | 4 | 6                    | 10                   | 6                    |                      |                      |
| 2019-2020 | SKA Saint-Pétersbourg | KHL   | 55 | 14               | 28               | 42               | 25               | 4                | 1 | 5                    | 6                    | 2                    |                      |                      |
| 2020-2021 | SKA Saint-Pétersbourg | KHL   | 45 | 11               | 27               | 38               | 26               | 11               | 1 | 7                    | 8                    | 2                    |                      |                      |
| 2021-2022 | Kings de Los Angeles  | LNH   | 4  | 0                | 2                | 2                | 2                | -                | - | -                    | -                    | -                    |                      |                      |
| 2021-2022 | Reign d'Ontario       | LAH   | 41 | 7                | 22               | 29               | 26               | 5                | 2 | 4                    | 6                    | 4                    |                      |                      |
| 2022-2023 | Avangard Omsk         | KHL   | 64 | 23               | 36               | 59               | 31               | 14               | 3 | 11                   | 14                   | 4                    |                      |                      |
| 2023-2024 | Avangard Omsk         | KHL   | 58 | 20               | 55               | 75               | 32               | 12               | 0 | 11                   | 11                   | 10                   |                      |                      |
| 2024-2025 | Avangard Omsk         | KHL   | 4  | 1                | 4                | 5                | 2                | 13               | 3 | 7                    | 10                   | 8                    |                      |                      |

### En équipe nationale
| Année | Compétition                          |   | PJ | B | A  | Pts | Pun | +/-             |  | Résultat |
| 2013  | Championnat du monde moins de 18 ans | 7 | 5  | 6 | 11 | 2   | +4  | Quatrième place |  |          |